# Ploudalmézeau
Ploudalmézeau (Bretons: Gwitalmeze) is een gemeente in het Franse departement Finistère, in de regio Bretagne. De plaats maakt deel uit van het arrondissement Brest. Ploudalmézeau telde op 1 januari 2022 6.440 inwoners.
Aan de kust ligt de kleine vissershaven van Portsall, een gehucht van Ploudalmézeau. Op 16 maart 1978 liep de olietanker Amoco Cadiz hier op een rif, wat leidde tot een grote olieramp.

## Geografie
De oppervlakte van Ploudalmézeau bedroeg op 1 januari 2022 23,18 vierkante kilometer; de bevolkingsdichtheid was toen 277,8 inwoners per km².

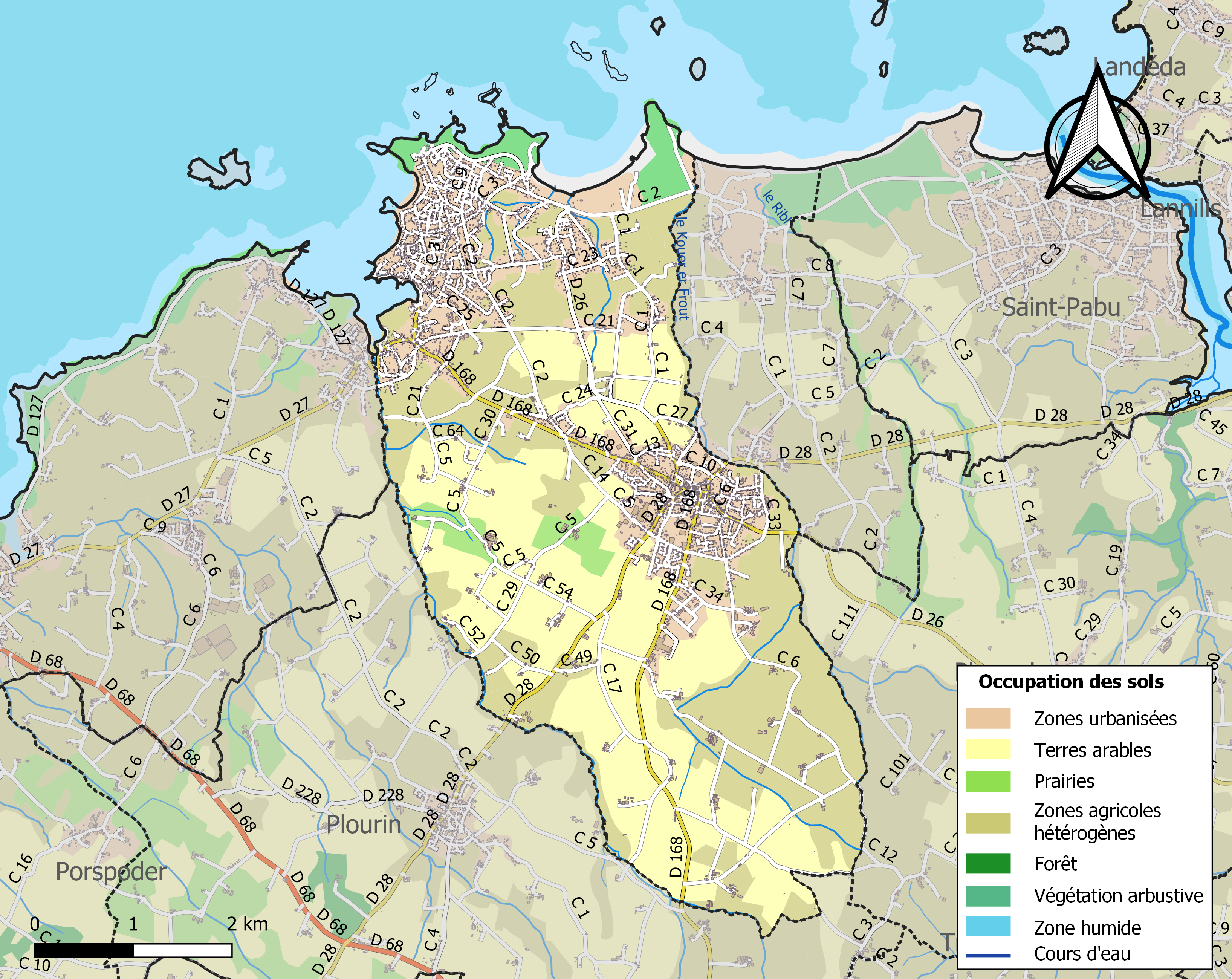
Kaart van de gemeente met belangrijkste infrastructuur, bodemgebruik en omliggende gemeenten

## Demografie
Onderstaande figuur toont het verloop van het inwonertal (bron: INSEE-tellingen).